# Deszczowa wróżka
Deszczowa wróżka (cz. Dešťová víla) – czeski film fantasy z 2010 roku w reżyserii Milana Cieslara, oparty na niemieckiej baśni Theodora Storma.

## Fabuła
W małym miasteczku pojawia się żebraczka. Kwietuszka jako jedyna traktuje ją życzliwie. Staruszka okazuje się być Deszczową Wróżką, która chce ukarać bezdusznych mieszkańców suszą.

## Obsada
- Lenka Vlasáková jako Deszczowa wróżka / żebraczka
- Vica Kerekes jako Kwietuszka
- Jakub Gottwald jako Ondra
- Miroslav Donutil jako farmer Lakota
- Simona Stašová jako żona Lakoty
- Petr Nárožný jako doktor
- Marián Labuda jako Słońce
- Robert Jašków jako Wiatr
- Martin Dejdar jako Ogień
- Kateřina Macháčková jako Ziemia

## Produkcja
Zdjęcia kręcono w następujących lokacjach: 
- Úštěk i Zubrnice w kraju usteckim (dziedziniec zamkowy);
- skansen w Přerovie nad Labem, Kouřim i ruiny Drábské světničky w kraju środkowoczeskim;
- Kaznějov w kraju pilzneńskim (kamieniołom);
- Islandia (wodospady Dettifoss i Gullfoss, góry Landmannalaugar, okolice Námafjall i Mývatn)[1].

## Wersja polska
- I lektor: Wersja polska dla TV Puls[2]. Lektorem był Paweł Straszewski.
- II lektor: Tekst polski: Maja i Jerzy Piotrowscy. Lektorem był Janusz Szydłowski.